# Francis Rudolph
Francis Rudolph (Ventspils Letònia, 1921 - Londres, 2005) fou un pintor anglès d'origen letó.

## Primers temps
Va néixer a Ventspils, una ciutat situada al nord-oest de Letònia. L'any 1944 va ser problemàtic per a Rudolph, aquest any es va produir la seva expulsió de l'acadèmia d'Art de Letònia de Riga per simpatitzar amb els «comunistes i jueus» i el seu reclutament forçós a l'exèrcit alemany. Mentre servia al front oriental va desertar i es va dirigir novament a Letònia, on després del final de la Segona Guerra Mundial el 1947, va ser capturat i traslladat a Anglaterra com un treballador voluntari.

## Vida a Anglaterra
Després del seu trasllat a Anglaterra, Rudolph es va establir al districte de Tooting, al sud de Londres. El 1948 va assumir el càrrec de porter de nit a l'Hospital Mental de Springfield. El treball de porter en ser nocturn, li va permetre seguir classes d'art per formar-se en les seves habilitats artístiques; va ser membre de la Societat d'Art Hesketh Hubbard i va exhibir les seves obres en llocs com a l'Exposició d'Art de Chelsea, Toynbee Art Club i The Mall Galleries. Rudolph va ser un pintor prolífic en estudis de nu i també va realitzar moltes escenes de la ciutat de Londres amb el grup "Pintura a Londres".